# Feuerwehr Solingen
Die Feuerwehr Solingen besteht aus einer Berufsfeuerwehr und einer Freiwilligen Feuerwehr. Sie wird als Stadtdienst 37 geführt.

## Geschichte

### Anfänge des Feuerlöschwesens in Solingen
Im Jahr 1840 wurden durch den Solinger Schützenverein drei Abteilungen eines freiwilligen Brandcorps aufgestellt. Diese ersten Einheiten agierten ohne eigene gemeinsame Führung, da diese durch den damaligen Bürgermeister untersagt wurde. Stattdessen wurde das Brandcorps dem staatlichen Pflicht-Brandcorps unterstellt. Am 24. November 1863 bildeten die Solinger Turner eine freiwillige Lösch- und Rettungskompanie, die neben dem Brandcorps bestand. Dieses Nebeneinander wurde durch die Feuerlöschordnung von 1871 durch Bürgermeister Gustav van Meenen mit der Bildung der städtischen Freiwilligen Feuerwehr Solingen aufgehoben. Bereits ab 1897 stellte die Bau-Commission der Stadt Solingen fest, dass eine Berufsfeuerwehr fehlte. Aus Kostengründen wurde die Aufstellung einer Berufsfeuerwehr in den folgenden Jahrzehnten immer wieder abgelehnt.
Nach der Städtevereinigung im Jahr 1929 verfügte die neue Großstadt Solingen über 30 Löschzüge mit über 1.000 Feuerwehrmännern. Trotz eines eingeholten Gutachtens folgte die Stadt Solingen den Empfehlungen zur Einrichtung einer Berufsfeuerwehr nicht. Mit einem im Jahr 1935 durch die Provinzialregierung veranlassten Probealarm zur Überprüfung der Leistungsfähigkeit wurde der Freiwilligen Feuerwehr attestiert, den Ansprüchen voll zu genügen. Selbst nach den Änderungen der Feuerlöschgesetze und Erlasse in den Jahren 1933 und 1942 wurde keine Berufsfeuerwehr gegründet, da seit 1934 die Freiwillige Feuerwehr in den Luftschutz bzw. den Sicherheits- und Hilfsdienst als Luftschutz-Polizei eingegliedert worden war. Allerdings waren schon im Jahr 1934 zwölf hauptamtliche Feuerwehrmänner in den städtischen Dienst übernommen worden. Der größte Einsatz in der Geschichte der Solinger Feuerwehr stand im Jahr 1944 im Zusammenhang mit den Luftangriffen auf Solingen. In je einem Luftangriff am 4. und 5. November 1944 wurde die Solinger Altstadt komplett zerstört. Ein großer Flächenbrand vernichtete in der Folge auch die meisten noch unbeschädigten Gebäude im Umkreis.

### Nachkriegszeit und Gründung einer Berufsfeuerwehr
Mit dem Ende des Zweiten Weltkrieges in Solingen wurde auf Anordnung der amerikanischen Militärregierung am 19. April 1945 ein Feuerwehr-Notdienst mit 80 Feuerwehrmännern, die als Beamte auf Widerruf eingestellt wurden, eingerichtet. Die Geräte und Feuerwachen wurden von der Luftschutz-Polizei übernommen. Der bisherige Leiter des Feuerwehr-Notdienstes, Paul Hammesfahr, wurde am 22. März 1946 durch Oberstadtdirektor Berting zum Brandrat ernannt und mit der Aufstellung einer Berufsfeuerwehr betraut. Als Feuerwachen wurden die ehemaligen Feuerwehrhäuser der Freiwilligen Feuerwehr aus Vorkriegszeiten an der Katternberger Straße (Solingen-Mitte), der Brunnenstraße (Solingen-Ohligs) und der Raffaelstraße (Solingen-Wald) mit jeweils zwei Löschgruppen und Sonderfunktionen für Sonderfahrzeuge und den Rettungsdienst geplant. Daneben wurden neun Löschgruppen der Freiwilligen Feuerwehr mit jeweils 28 Feuerwehrmännern und fünf Werkfeuerwehren genehmigt. Aufgrund der Topographie Solingens mit fehlenden Verkehrsverbindungen zwischen den Höhenrücken genehmigte die Bezirksregierung mit der Aufstellung von drei Wachen in Gruppenstärke eine Sonderregelung, die noch heute Bestand hat. Nach der fristlosen Entlassung von Brandrat Hammesfahr im August 1946 in Folge eines Entnazifizierungsverfahrens (mit vollständiger Rehabilitierung im Jahr 1949) wurde am 1. März 1947 Brandingenieur Fritz Schummel aus Wuppertal zum Brandrat und Leiter der Berufsfeuerwehr bestellt. Als Gründungsdatum der Berufsfeuerwehr gilt der 10. September 1947, an dem der Feuerwehr-Notdienst aufgelöst und die Berufsfeuerwehr mit 76 Feuerwehrbeamten durch den Hauptausschuss der Stadt Solingen beschlossen wurde.
In den folgenden Jahren wurden die Feuerwachen an der Katternberger Straße und in Ohligs mit Wach- und Ruheräumen und den für die Belange einer Berufsfeuerwehr benötigten Werkstätten umgebaut. Mitte der 1960er Jahre wurde die Feuerwache III (Wald) in die neu errichteten Gebäude – die erste Feuerwache nach Ende des Krieges – am Frankfurter Damm verlegt. Im Jahr 1966 wurde an der Feuerwache III eine Atemschutzübungsstrecke in Dienst genommen. Neben den Gebäuden wurde der Fahrzeugpark stetig modernisiert und erweitert. Ebenso wurde der Ausbau der Funkkommunikation für den Fahrzeug- und Einsatzstellenfunk vorangetrieben.
Im November 1974 folgte Branddirektor Manfred Liene auf den in den Ruhestand getretenen Schummel. Mit der Gebietsreform 1975 wurde die Stadt Burg an der Wupper in die Großstadt Solingen integriert. Damit wurde die Freiwillige Feuerwehr Burg zur Löschgruppe 8 der Freiwilligen Feuerwehr Solingen. In den 1980er Jahren wurden die Wachen I (Solingen) und II (Ohligs) um neue Fahrzeughallen für Großfahrzeuge und Ruheräume erweitert. Im Jahr 1987 wurde die Frauengruppe der Freiwilligen Feuerwehr gegründet. Am 22. April 1989 ereignete sich der umfangreichste Brand der Solinger Nachkriegsgeschichte, als am Schulzentrum Vogelsang die Sporthalle niederbrannte. Am 1. April 1991 trat der Leitende Branddirektor Frank-Michael Fischer als Nachfolger von BD Liene seinen Dienst an. Im Jahr 1992 wurden die ersten Wechselladerfahrzeuge und die dazugehörigen Abrollbehälter bei der Feuerwehr in Dienst gestellt. Der am 29. Mai 1993 verübte Brandanschlag von Solingen war gerade für die Solinger Feuerwehr ein einschneidendes Ereignis und eines ihrer bedeutendsten Einsätze seit der Nachkriegszeit.
Seit Mitte der 2000er Jahre bildet die Feuerwehr Solingen bei überörtlicher Hilfe größeren Umfangs zusammen mit Kräften der Feuerwehr Wuppertal und der Feuerwehr Remscheid die Bereitschaft 5 des Regierungsbezirks Düsseldorf.
Seit dem 12. März 2007 betreiben die Feuerwehren Solingen und Wuppertal eine gemeinsame Leitstelle am Standort der Hauptfeuerwache in Wuppertal. Am 9. April 2016 wurde Frank-Michael Fischer feierlich in den Ruhestand verabschiedet. Sein Nachfolger als Leiter der Solinger Feuerwehr ist seither der Leitende Branddirektor Ottmar Müller.

## Berufsfeuerwehr (FuRW und RW)

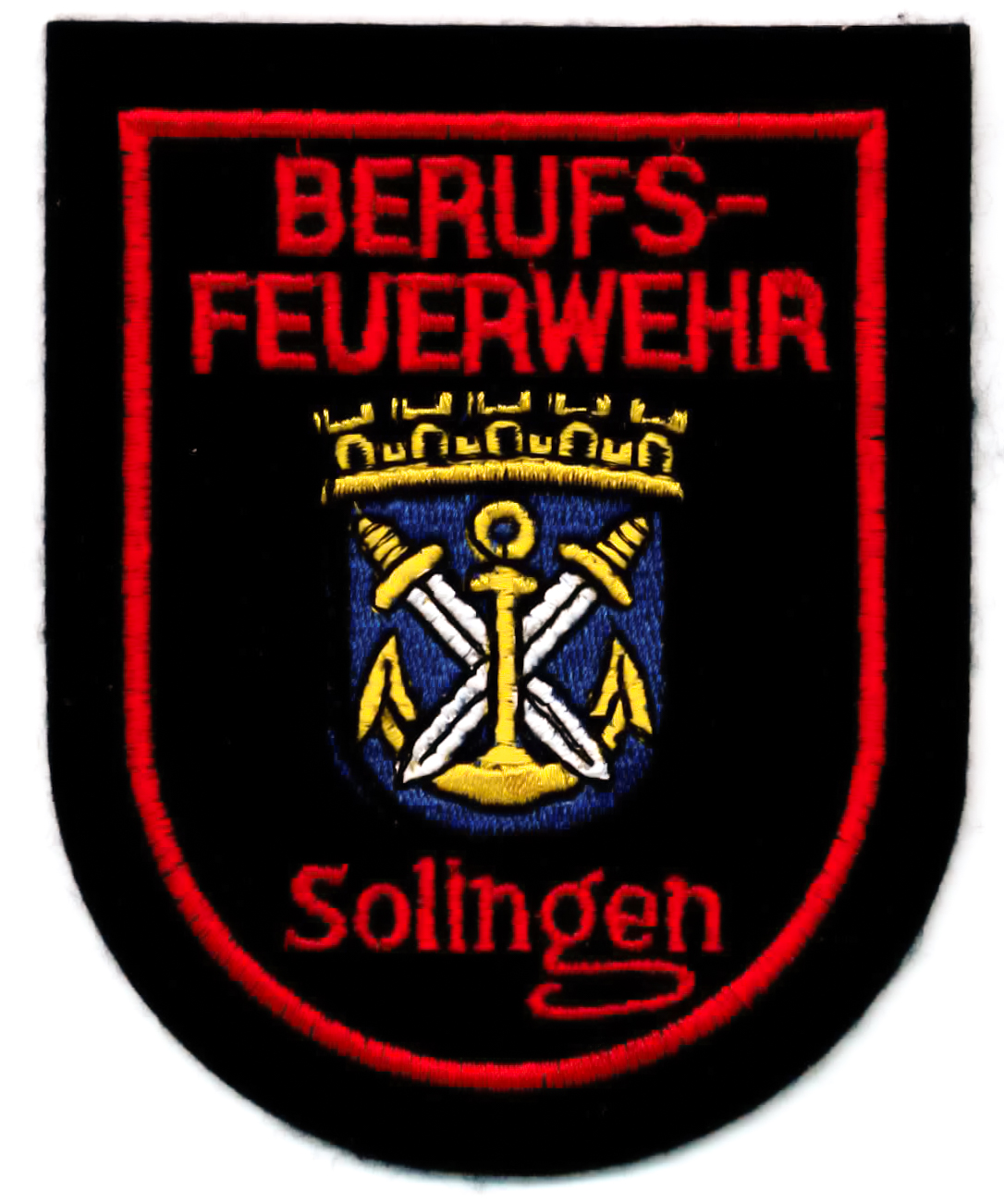
Ärmelabzeichen der Berufsfeuerwehr Solingen

Die Berufsfeuerwehr Solingen ist mit einer Personalstärke von ca. 200 Feuerwehrangehörigen eine mittelgroße Berufsfeuerwehr in Nordrhein-Westfalen. Sie gliedert sich in die fünf Abteilungen 37-1 (Einsatzdienst), 37-2 (Technische Dienste), 37-3 (Vorbeugender Brandschutz), 37-4 (Allgemeine Verwaltung) und 37-5 (Rettungsdienst).

### Standorte
Zur Berufsfeuerwehr Solingen gehören drei Feuer- und Rettungswachen (FuRW), eine Notarztwache am Klinikum Solingen und drei weitere Rettungswachen von Hilfsorganisationen.
Im September 2017 veröffentlichte die Stadt Solingen das „Standortkonzept Berufsfeuerwehr Solingen 2030“. Darin ist vorgesehen, die bestehenden Feuer- und Rettungswachen sukzessive abzureißen und an den gleichen Standorten durch neue Gebäude zu ersetzen. Die Gesamtinvestitionssumme wird auf 59 Mio. Euro geschätzt. Die ersten Maßnahmen sollen 2020 mit dem Neubau der Feuer- und Rettungswache II im laufenden Betrieb beginnen.
- Feuer- und Rettungswache I

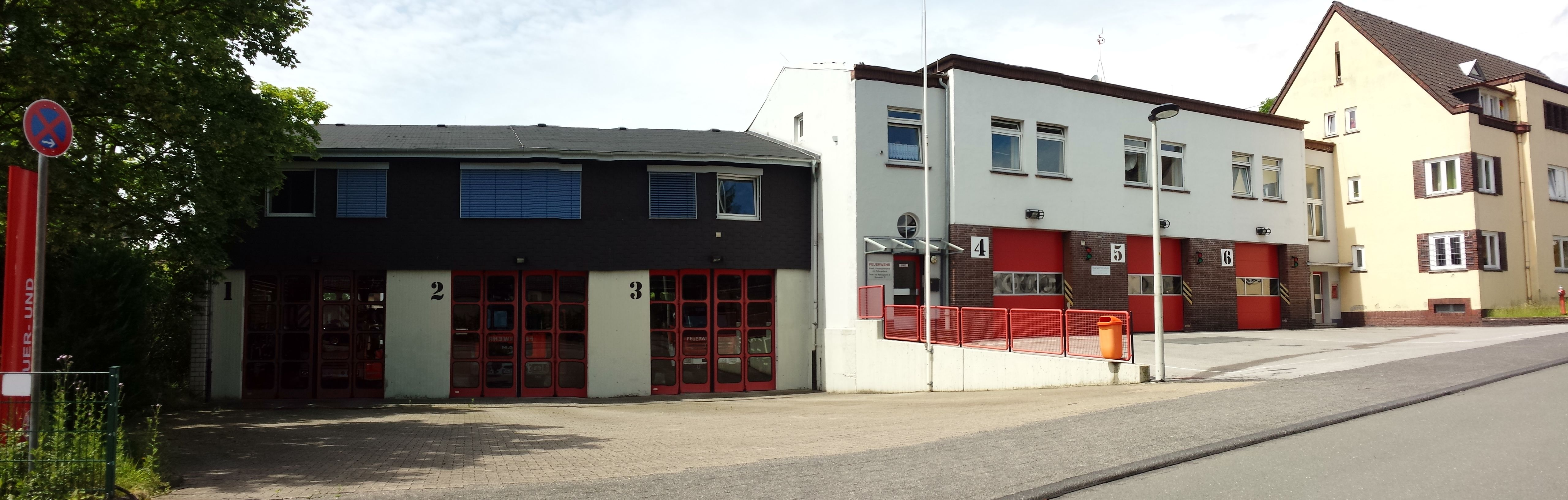
FuRW II

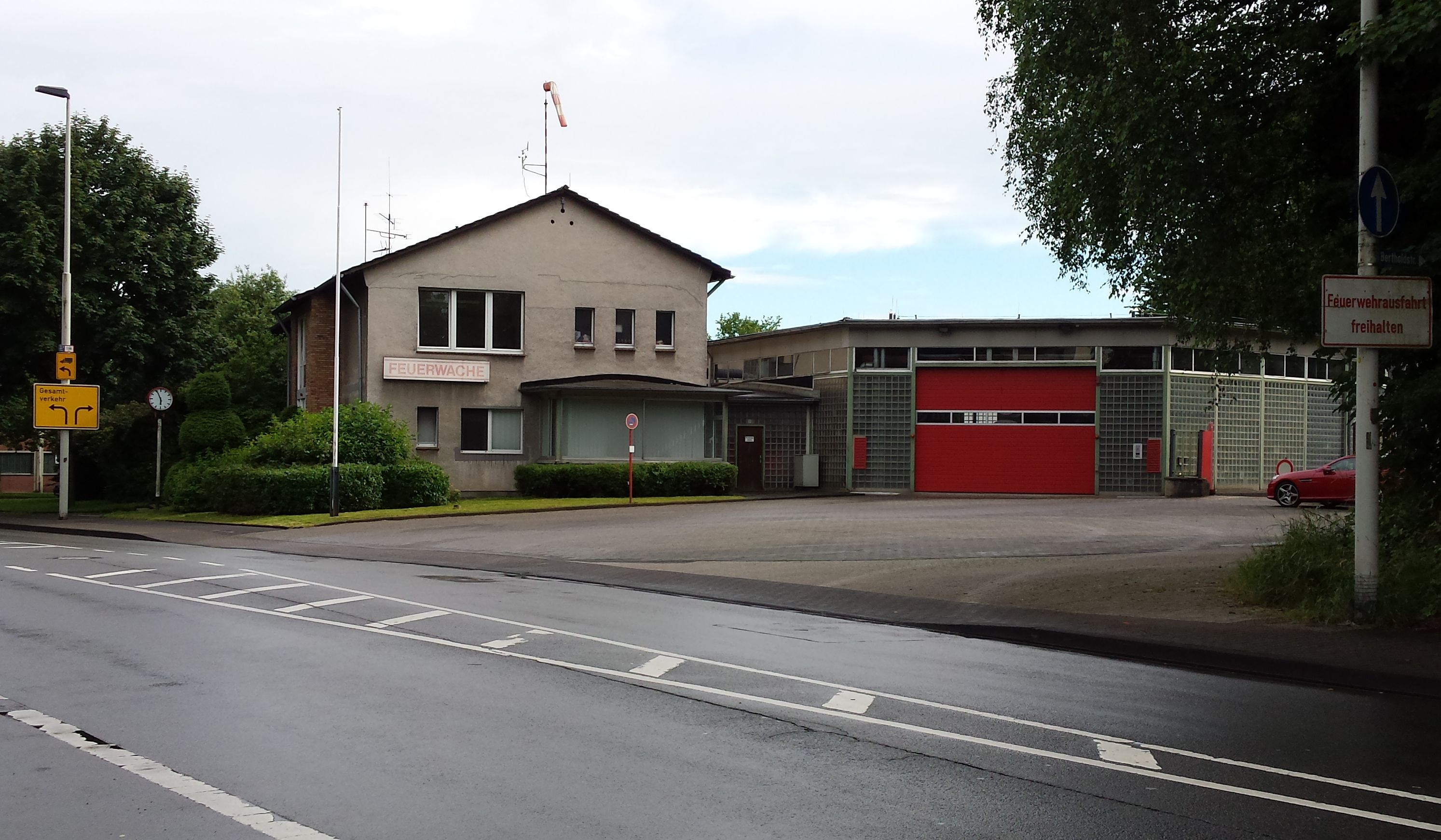
FuRW III

Die Feuer- und Rettungswache I an der Katternberger Straße ist die Hauptwache der Berufsfeuerwehr Solingen. Hier sind die Stadtdienstleitung und die Fachabteilungen untergebracht. Ferner befinden sich im Gebäude die Kfz-Werkstatt, die Schlauchwerkstatt und die Funk- und Elektrowerkstatt sowie die Kleiderkammer. Im Brandschutz fest besetzt sind ein Hilfeleistungslöschgruppenfahrzeug 20 (kurz: HLF 20), eine Drehleiter (DLK 23-12) sowie ein Tanklöschfahrzeug (TLF 4000) und ein geländegängiges Mehrzweckfahrzeug (MZF). Der Führungsdienst besetzt einen Einsatzleitwagen (ELW 1). Außerdem steht auf dieser Wache noch ein Kommandowagen (KdoW) zur Verfügung. Zur Brandschutzerziehung wird ein InfoMobil bereitgestellt. Im Rettungsdienst werden zwei Rettungswagen (RTW) durch die Feuerwehr Solingen besetzt. Ein weiterer Rettungswagen wird durch Personal der Johanniter-Unfall-Hilfe besetzt, ein vierter Rettungswagen steht in Reserve und wird im Bedarfsfall durch die Feuerwehr Solingen besetzt.
- Feuer- und Rettungswache II

Die Feuer- und Rettungswache II befindet sich an der Brunnenstraße im Stadtteil Ohligs. Dort befinden sich die Buchbinderei, die Schuhmacherei und die Schlosserei. Im Brandschutz fest besetzt sind ein HLF 20 und eine DLK 23-12 oder im Bedarfsfall ein TLF 4000. Im Rettungsdienst wird ein Rettungswagen durch die Feuerwehr Solingen besetzt. Ein weiterer Rettungswagen wird im Wechselmodell durch Personal einer Hilfsorganisation besetzt. Der Malteser Hilfsdienst besetzt fest einen dritten Rettungswagen, allerdings nur im Tagdienst.
- Feuer- und Rettungswache III

Die Feuer- und Rettungswache III ist die größte Wache in Solingen und befindet sich am Frankfurter Damm im Stadtteil Wald. Dort sind die Atemschutzwerkstatt, die Schreinerei, die Schlosserei, die Desinfektionsanlage für die Rettungsdienstfahrzeuge untergebracht. Im Brandschutz fest besetzt sind ein HLF 20 und eine DLK 23-12. Zusätzlich ist an dieser Wache der Rüstzug untergebracht. Dieser besteht aus einem Rüstwagen (RW 2), einem Feuerwehrkran (FwK), einem Lkw, einem Radlader, drei Wechsellader-Fahrzeugen (WLF) und 12 Abrollbehältern. Außerdem steht noch ein nicht besetzter KdoW bereit. Im Rettungsdienst wird ein Rettungswagen durch die Feuerwehr Solingen und ein weiterer im Wechselmodell durch Personal einer Hilfsorganisation besetzt. Es steht ein Reserve-NEF zur Verfügung.
Der Innenhof der Wache dient als Landeplatz für Hubschrauber der Luftrettung, da das Klinikum Solingen über keinen eigenen Landeplatz verfügt.
- Rettungswache IV Klinikum

An der Rettungswache am Städtischen Klinikum Solingen sind zwei Notarzteinsatzfahrzeuge (NEF) stationiert.
- Rettungswache V Deutsches-Rotes-Kreuz

An der Rettungswache des Deutschen-Roten-Kreuzes auf der Burgstraße in Solingen-Mitte stehen zwei durch Personal des DRK besetzte Krankentransportwagen bereit. Ein Rettungswagen kann bei einem Mehrbedarf im Städtischen Regelrettungsdienst bereitgestellt werden.
- Rettungswache VI Arbeiter-Samariter-Bund

An der Rettungswache des Arbeiter-Samariter-Bundes auf der Mangenberger Straße in Solingen-Aufderhöhe ist ein Rettungswagen stationiert. Er wird durch das Personal des ASB besetzt. Außerdem sind hier noch drei Krankentransportwagen stationiert. Zwei werden durch das Personal des ASB besetzt, und ein KTW vom Personal der Feuerwehr Solingen.
- Rettungswache VII Johanniter-Unfall-Hilfe

An der Rettungswache der Johanniter-Unfall-Hilfe wird täglich ein Sonderbedarfs-KTW durch das Personal der JUH gestellt. Die Wache befindet sich in der Dönhoffstraße in Solingen-Merscheid. Da die Wache bisher nicht in die OPTA-Kennungen integriert ist, fährt der KTW mit der OPTA-Kennung 1-KTW-1.

### Feuerwehrschule
Im Gebäude der Feuer- und Rettungswache 3 unterhält die Feuerwehr Solingen die Feuerwehrschule. Dort werden der Grundlehrgang der Berufsfeuerwehr und die standortbezogenen Lehrgänge für die Berufs- und Freiwillige Feuerwehr angeboten. So werden u. a. die Truppmann- und Truppführer-Ausbildung, die Atemschutzaus- und -fortbildung, die Maschinistenausbildung für Löschfahrzeuge und Drehleitern, die Ausbildungen zum Thema CBRN-Gefahrenabwehr u. v. m. durchgeführt. Der Feuerwehrschule ist auch die Fahrschule der Feuerwehr Solingen angegliedert, die in den Führerscheinen der Klassen C und CE ausbildet.

### Rettungsdienstschule
Im ehemaligen Gebäude einer Grundschule unterhält die Feuerwehr Solingen ihre Rettungsdienstschule. Hier finden die Lehrgänge zum Rettungssanitäter sowie die Ausbildung zum Notfallsanitäter statt.

## Freiwillige Feuerwehr

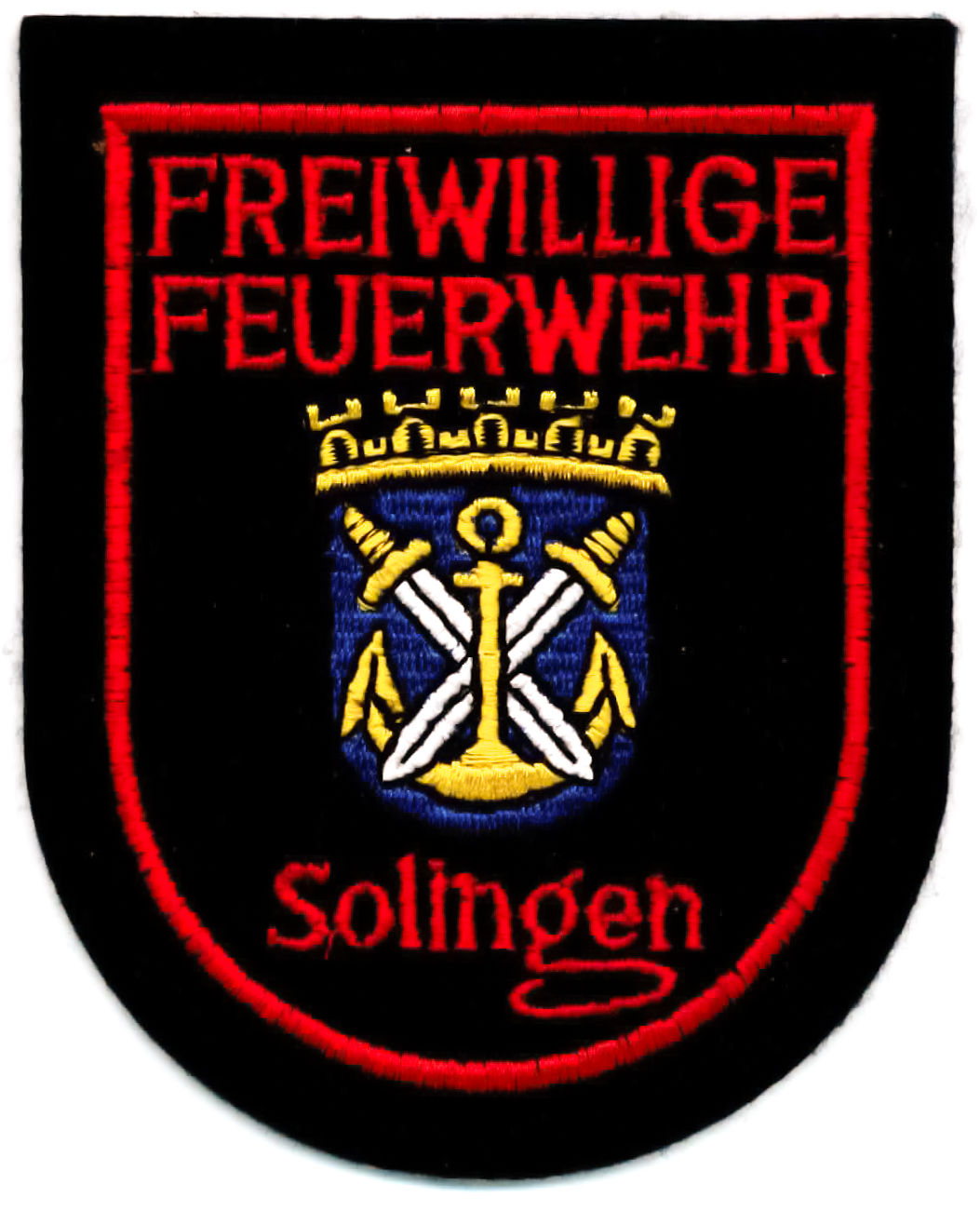
Ärmelabzeichen der Freiwilligen Feuerwehr Solingen

Die Freiwillige Feuerwehr Solingen besteht aus insgesamt zehn Einheiten mit ca. 250 ehrenamtlichen Feuerwehrangehörigen. Einige Löscheinheiten unterhalten eine eigene Jugendfeuerwehr.
Eine Alarmierung der Kräfte der Freiwilligen Feuerwehr erfolgt rund um die Uhr per Digitalem Meldeempfänger (DME). Entsprechend dem Einsatzstichwort der Alarm- und Ausrückeordnung werden die freiwilligen Einheiten entweder direkt zusammen mit der Berufsfeuerwehr alarmiert oder bei veränderten Einsatzlagen oder -dauern nachalarmiert. Bei länger andauernden Einsätzen erfolgt die Besetzung der verwaisten Wachen der Berufsfeuerwehr ebenfalls durch Alarmierung der freiwilligen Einheiten.
Die Freiwillige Feuerwehr gliedert sich in die folgenden Einheiten mit folgenden Fahrzeugen:
- Löscheinheit 1 (Merscheid-Ohligs)

Löschfahrzeug (LF 10)
Löschfahrzeug (LF 20 KatS)
Schlauchwagen (SW 2000)
Tanklöschfahrzeug (TLF)
Mannschaftstransportfahrzeug (MTF)
- Löscheinheit 2 (Rupelrath)

Löschfahrzeug (LF 20/10 KatS)
Löschfahrzeug (LF 10)
Rüstwagen (RW 1)
- Löscheinheit 3 (Mangenberg)

Löschfahrzeug (LF 10)
Löschfahrzeug (LF 20/10 KatS)
Schlauchwagen (SW 2000)
- Löscheinheit 5 (Böckerhof)

Löschfahrzeug (LF 10)
Löschfahrzeug (LF 20/10 KatS)
Tanklöschfahrzeug (TLF 3000)
Krad 1
Krad 2
- Löscheinheit 6 (Gräfrath)

Löschfahrzeug (LF 20/10 KatS)
Löschfahrzeug (LF10)
Rüstwagen (RW 1)
- Löscheinheit 7 (Wald)

Tanklöschfahrzeug (TLF 3000)
Löschfahrzeug (LF 10)
Löschfahrzeug (LF 20 KatS)
- Löscheinheit 8 (Burg)

Hilfeleistungslöschfahrzeug (HLF 20/16)
Tanklöschfahrzeug (TLF 3000)
Medi-Pkw (Als First Responder)
- Umweltschutzzug

Löschfahrzeug (LF 16/12)
Messfahrzeug (ABC ErkKW)
Gerätewagen Dekontamination (LKW Dekon-P)
- IuK

Einsatzleitwagen (ELW 1)
Abrollbehälter Einsatzleitung (ELW 2)
- Jugendfeuerwehr (zurzeit sieben Gruppen)

Mannschaftstransportfahrzeug (MTF)
Tragkraftspritzenfahrzeug (TSF-W)
- Musik- und Versorgungseinheit (setzt sich aus Teilen der BF und der FF zusammen)

- Informations- und Kommunikationseinheit (kurz IuK, sie setzt sich auch aus Teilen der BF und der FF zusammen)

## Werkfeuerwehren
Neben der Berufsfeuerwehr sowie den Freiwilligen Feuerwehren wurden im Jahr 1947 auch fünf Werkfeuerwehren im Solinger Stadtgebiet eingerichtet bzw. genehmigt, von denen heute nur noch eine besteht. Werkfeuerwehren wurden nur in den wenigen Großbetrieben der Solinger Industrie eingerichtet. Der ab den 1970er Jahren einsetzende, industrielle Strukturwandel hatte den Abbau vieler Arbeitsplätze, die Schließung von Fabriken und die Auslagerung von Unternehmen zur Folge. Dadurch wurden auch die meisten der bestehenden Werkfeuerwehren aufgelöst.
Über eine Werkfeuerwehr verfügen/verfügten folgende Unternehmen:
| Unternehmen               | Branche             | Standort                         | Bemerkungen |
| ------------------------- | ------------------- | -------------------------------- | --- |
| Kronprinz, heute Accuride | Automobilzulieferer | Solingen-Ohligs, Weyerstraße     | Werkfeuerwehr mit 27 Mitarbeitern bestehend. Sie verfügt über ein HLF20 und rückt überwiegend auf dem Firmengelände von Accuride und Borbet zu Einsätzen aus. |
| C. Grossmann Stahlguss    | Gießerei            | Solingen-Wald, Wittkuller Straße | Werkfeuerwehr aufgelöst |
| Kortenbach & Rauh         | Schirmhersteller    | Solingen-Wald, Weyerstraße       | Werkfeuerwehr aufgelöst |
| P. D. Rasspe Söhne        | Landtechnik         | Solingen-Mitte, Stöcken          | Werkfeuerwehr aufgelöst |

## Rettungsdienst
Der Träger des Rettungsdienstes in Solingen ist die Stadt Solingen. Neben der Berufsfeuerwehr sind die Hilfsorganisationen Deutsches Rotes Kreuz, Arbeiter-Samariter-Bund, Malteser Hilfsdienst und Johanniter-Unfall-Hilfe am Rettungsdienst und Krankentransport beteiligt. Die Hilfsorganisationen teilen sich die Besetzung der Rettungswagen auf den FuRW im Wechselmodell untereinander auf. (Siehe „Berufsfeuerwehr“). Einige Hilfsorganisationen betreiben eigene Rettungswachen.

## Hilfsorganisationen/Katastrophenschutz
- Deutsches-Rotes-Kreuz

Im Hausnotruf betreibt das DRK einige Fahrzeuge. Das Deutsche-Rote-Kreuz ist in Solingen der größte Träger im Katastrophenschutz. Ständig in Rufbereitschaft sind die Führungstruppe, die Sanitätsgruppe, die Betreuungsgruppe und die Gruppe für Technik und Sicherheit. Die Hausnotruf-Fahrzeuge sowie der Katastrophenschutz sind an der Rettungswache V stationiert.
- Malteser-Hilfsdienst

Im Hausnotruf betreibt der MHD ebenfalls eigene Fahrzeuge. Der Malteser Hilfsdienst stellt im Katastrophenschutz und im privaten Bereich eine Sanitätsgruppe. Der Malteser-Hilfsdienst betreibt seine Basis auf der Löhdorfer Straße in Solingen-Aufderhöhe.
- Arbeiter-Samariter-Bund

Der Arbeiter-Samariter-Bund bietet in Solingen keinen Hausnotruf an. Dafür stehen beim ASB im Katastrophenschutz zwei Rettungswagen in Rufbereitschaft. Untergebracht ist der Katastrophenschutz des ASB auf der Rettungswache VI.
- Johanniter-Unfall-Hilfe

Die JUH betreibt wiederum eigene Fahrzeuge im Hausnotruf. Die Johanniter-Unfall-Hilfe ist allerdings nicht im Katastrophenschutz tätig. Die Fahrzeuge des Hausnotrufes der JUH warten auf der Rettungswache VII auf ihr Einsätze.

## Brandmeldeanlagen
In Solingen sind 182 Brandmeldeanlagen auf die gemeinsame Leitstelle der Feuerwehren Solingen und Wuppertal aufgeschaltet. Es gibt weitere 79 Anlagen, die nicht aufgeschaltet sind. Diese sind also nur intern und werden nicht an die Feuerwehr weitergeleitet.